# テイラー・ウィルソン
テイラー・ラモン・ウィルソン（Taylor Ramon Wilson、1994年5月7日 - ）は、アメリカ合衆国のアマチュアの核物理学者である。2008年、14歳の時に、フューザーを使って核融合を起こし、史上最年少で核融合を成功させた人物となった。

## 私生活と教育
テイラー・ウィルソンは1994年、アーカンソー州テクサーカナで生まれ、その後、ネバダ州リノに転居した。父のケネス・ウィルソンはコカコーラのボトリング工場のオーナー、母のティファニーはヨガのインストラクターだった。ウィルソンは当初はロケットや宇宙科学に興味を持っていたが、10歳の時に原子力科学に関心が移った。両親からのサポートも大きかった。高校時代、デビッドソンアカデミーに通う傍らでネバダ大学リノ校にも顔を出し、核融合研究を行うための実験室を与えられた。
2012年6月、ティール・フェローシップを受賞した。このフェローシップは、2年間で10万ドルの研究資金が得られるが、フェローシップの期間中は大学進学を見合わせる必要がある。
2017年、ヘレナグループのメンバーに指名された。このグループは、世界を改善するプロジェクトを実行することを目的としたグローバルリーダーたちによるシンクタンクである。

## 科学プロジェクト

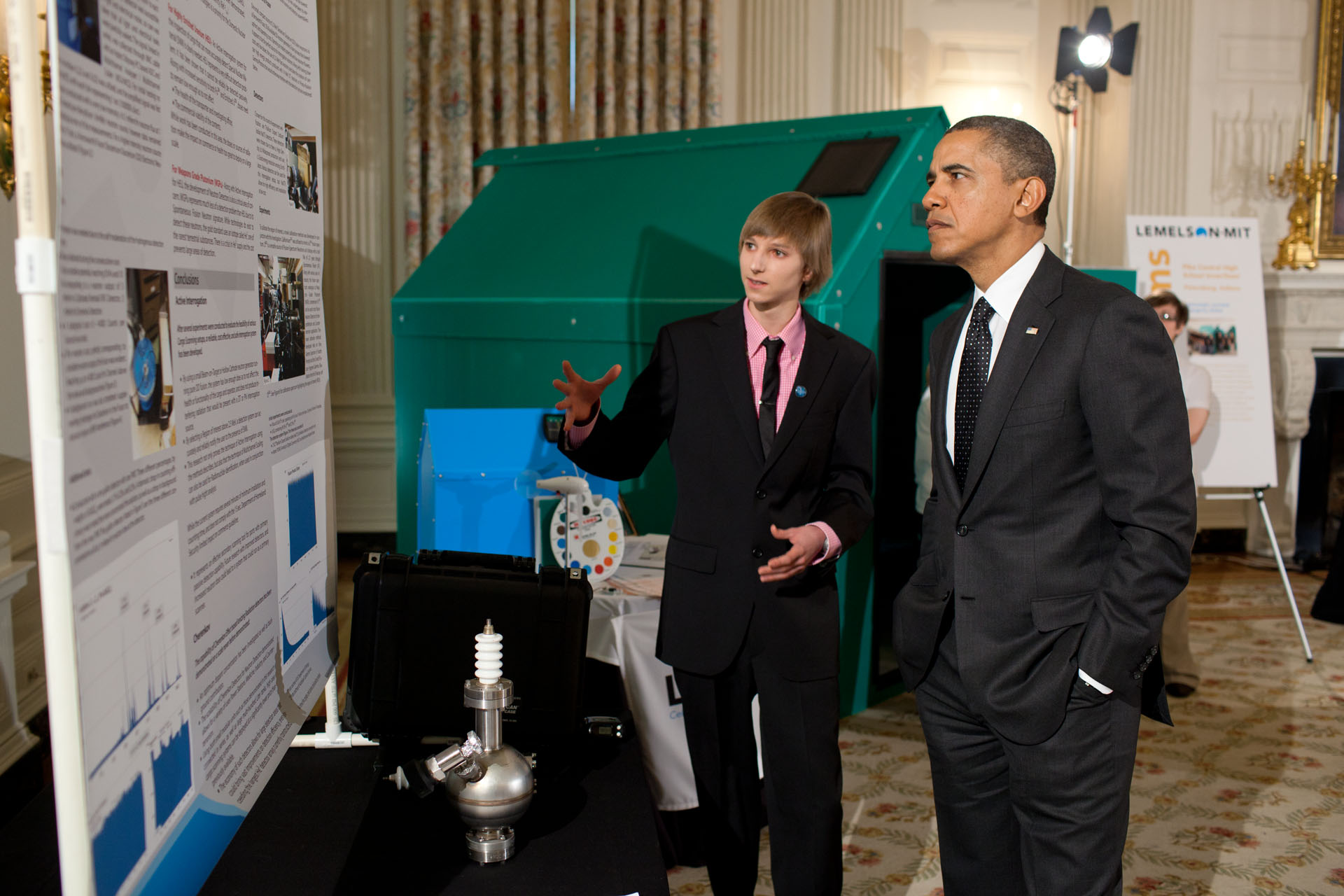
バラク・オバマ大統領に核安全の研究について説明するテイラー・ウィルソン（2012年2月7日）

### 核融合炉
ウィルソンは、「慣性静電閉じ込め(IEC)装置」を用いて、2008年に核融合を達成した。この装置は、1964年にフィロ・ファーンズワースが発明した「フューザー」を発展させたものである。ウィルソンは、重水素核融合による中性子の束を利用して核実験を行い、IEC装置の中で新しい核融合燃料を研究した。2012年3月、ウィルソンはTEDで、自身の核融合炉の構築について語った。
IEC炉と並行して、高密度プラズマフォーカス(DPF)装置による核融合研究も行ってきた。

### 核診断装置
ウィルソンは、核融合の基礎研究のための核診断装置の構築・開発も行っている。
2010年5月、サンノゼで開催されたインテル国際学生科学技術フェアに参加し、「Fission Vision: 誘導核分裂ガンマ線の検出と増殖核物質の検出への応用」と題したプロジェクトでいくつかの賞を受賞した。
2011年5月、ロサンゼルスで開催されたインテル国際学生科学技術フェアに放射線検出器を出品し、1,500人の参加者の中から5万ドルの賞を獲得した。これは、「核テロリズム対策: 核の脅威を検知するための新しい能動的・受動的手法」というプロジェクトで、物理学・天文学部門の第1位、部門最優秀賞、インテル・ヤング・サイエンティスト賞を受賞した。ウィルソンは、この装置をテストし、テロ対策のために全米の港に迅速に配備したいと述べた。
国土安全保障省とエネルギー省は、ウィルソンが行った安価なチェレンコフ検出器の製造に関する研究に対し、連邦政府からの資金提供を行った。

### 核分裂炉
2013年2月27日に開催されたTED 2013で、ウィルソンは廃棄された核兵器から取り出したウランやプルトニウムを燃料として使用する、自己完結型の小型地下核分裂炉を建設することの利点についてのアイデアを発表した。また、約50MWの電力を供給し、30年に一度の燃料補給で済む小型溶融塩原子炉を設計した。ウィルソンによれば、原子炉の大部分は地下に埋められ、使用するウランは兵器級ではないため、テロリストの攻撃や誤用に対して脆弱ではないという。
『パワー・エンジニアリング』誌の記事の中で、ウィルソンは次のように述べている。
| 「                              | その中心となる技術は、1960年代にオークリッジ国立研究所で発明された溶融塩型原子炉である。私が開発した原子炉の設計は、このオリジナルのコンセプトにヒントを得て、先ほど触れた必要な機能のいくつかを提供している。さらに、受動的な非常用冷却装置、非常にコンパクトな炉心と原子炉サブシステム、少数の可動部品、最小限のオンライン処理、最新の材料と製造技術を提供することで、私が市場に投入しようとしている設計のイメージをつかむことができる。密閉されたモジュールの設計寿命は30年で、フッ化物塩の過酷な環境下でも、極端に難しい材料の問題はない。設計の規模は、コア技術が得意とする2-100 MWeである。しかし、街中での分散型発電を必要とする電力会社の顧客には、50 MWeが標準的な設計となっている。 | 」 |
| —Taylor Wilson, August 15, 2013 | |    |

## 関連文献
- Tom Clynes (2015). The Boy Who Played with Fusion: Extreme Science, Extreme Parenting and How to Make a Star. Faber & Faber. ISBN 978-0571298136
  - 日本語訳: トム・クラインズ 著、熊谷玲美 訳『太陽を創った少年:僕はガレージの物理学者』早川書房、2018年。ISBN 978-4152097644。